# Argyreia pedicellata
Argyreia pedicellata är en vindeväxtart som beskrevs av V. Ooststr. Argyreia pedicellata ingår i släktet Argyreia och familjen vindeväxter. Inga underarter finns listade i Catalogue of Life.